# Ordre de bataille lors de la bataille de la poche de Falaise
Ce qui suit est l'ordre de bataille des forces militaires en présence lors de la bataille de la Poche de Falaise, qui eut lieu du 12 août  au 21 août 1944 lors de la Seconde Guerre mondiale.

## Forces Allemandes
L'ensemble des forces allemandes participant à la bataille de la Poche de Falaise font partie de l’OB West sous les ordres du Generalfeldmarschall Walter Model.
Les unités allemandes ne sont plus que l'ombre d'elles-mêmes. Elles sont totalement usées par les deux mois de combats en Normandie. 
Sur le papier, la Wehrmacht aligne 28 divisions, dont 10 blindées, mais on sait qu'il ne s'agit plus, dans la plupart des cas, que de débris. On estime qu'elle n'est forte qu'au maximum de 250 000 hommes et 250 chars pour faire face aux Alliés dans cette ultime bataille en Normandie.

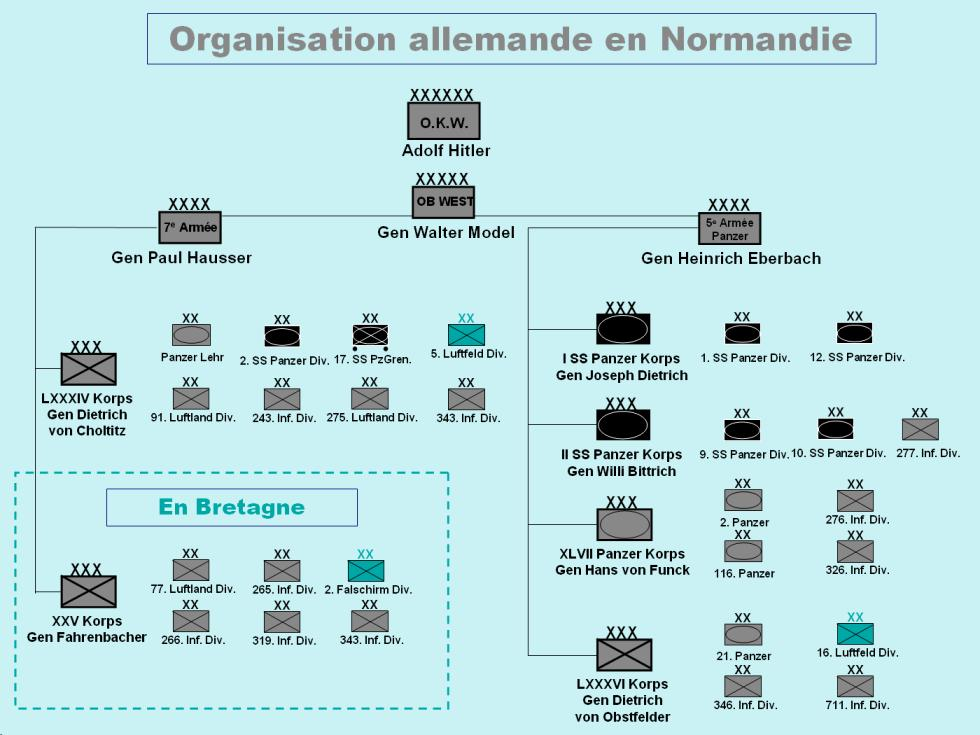
Organisation et composition de l'armée allemande

### 5ePanzer Armee
La 5e Panzer Armee est sous les ordres du General der Panzertruppen Heinrich Eberbach
- 1er SS-Panzerkorps sous les ordres du General der Infanterie Joseph Dietrich
  - 1re Panzerdivision SS Leibstandarte Adolf Hitler
  - 12e Panzerdivision SS Hitlerjugend
- 2e SS Panzer Korps sous les ordres du General der Infanterie Wilhelm Bittrich
  - 9e Panzerdivision SS Hohenstaufen
  - 10e Panzerdivision SS Frundsberg
  - 277e division d'infanterie
- 47e Panzerkorps sous les ordres du General der Infanterie Hans von Funck
  - 2e Panzerdivision
  - 116e Panzerdivision
  - 276e division d'infanterie
  - 326e division d'infanterie
- 86e Armeekorps sous les ordres du General der Infanterie Dietrich von Obstfelder
  - 21e Panzerdivision
  - 16e Luftwaffen-Feld-Division
  - 346e division d'infanterie
  - 711e division d'infanterie

### 7earmée
La 7e armée est sous les ordres du General der Panzertruppen Paul Hausser
- 84e  Corps d’armée sous les ordres du General der Infanterie Dietrich von Choltitz
  - Panzer Lehr Division
  - 2e Panzerdivision SS Das Reich
  - 17e Panzergrenadier Division SS Götz Von Berlichingen
  - 5e Luftwaffen-Feld-Division
  - 91e Luftland Division
  - 243e division d'infanterie
  - 275e Luftland  Division
  - 343e division d'infanterie

- 25e  Corps d’armée sous les ordres du General der Artillerie Wilhelm Fahrmbacher
  - 77e Luftland Division
  - 265e division d'infanterie
  - 266e division d'infanterie
  - 319e division d'infanterie
  - 343e division d'infanterie
  - 2e Fallschirm division

Ce corps d’armée se trouve en Bretagne, et ne participe donc pas à la bataille de la Poche de Falaise

## Forces Alliées

### 12eGroupe d’Armées
Le 12e Groupe d’Armées est sous les ordres du Général Omar Bradley

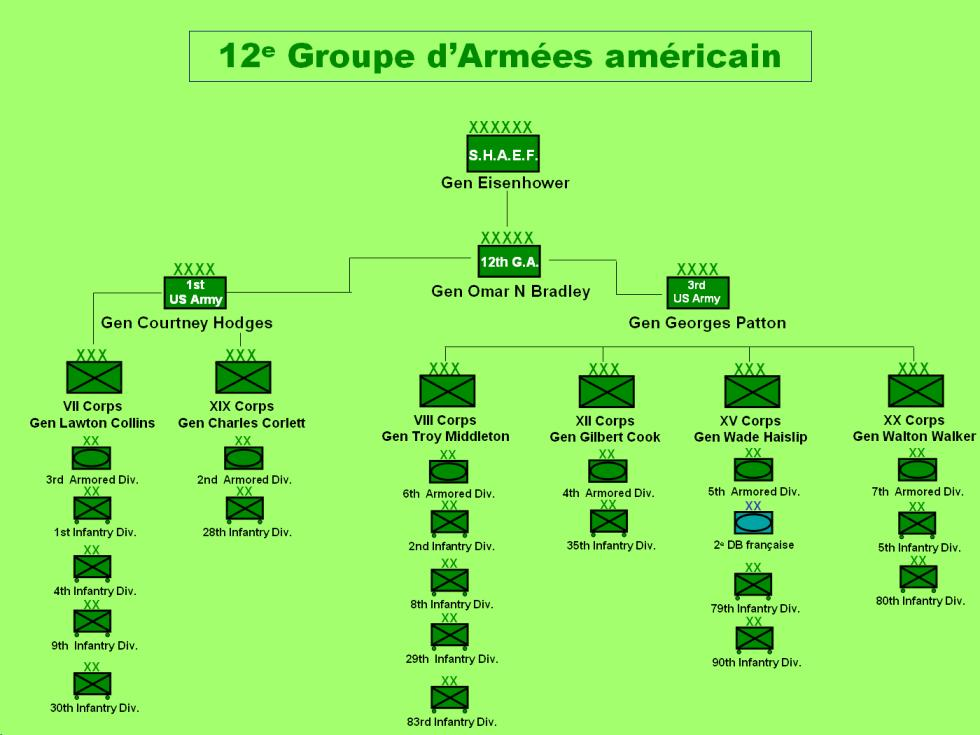
Organisation et composition de l'armée américaine

- 1re US Army sous les ordres du général Courtney Hodges
  - 7e corps du général Lawton Collins
    - 3e Armored Division
    - 1re Infanterie Division
    - 4e Infanterie Division
    - 9e Infanterie Division
    - 30e Infanterie Division

  - 19e corps du général Charles Corlett (en)
    - 2e Armored Division
    - 28e Infanterie Division

- 3e US Army sous les ordres du général George Patton
  - 8e corps du général Troy Middleton
    - 6e Armored Division
    - 2e Infanterie Division
    - 8e Infanterie Division
    - 29e Infanterie Division
    - 83e Infanterie Division

  - 12e corps du général Gilbert Cook (en)
    - 4e Armored Division
    - 35e Infanterie Division

  - 15e corps du général Wade Haislip
    -  2e Division Blindée Française
    - 5e Armored Division
    - 79e Infanterie Division
    - 90e Infanterie Division

  - 20e corps du général Walton Walker
    - 7e Armored Division
    - 5e Infanterie Division
    - 80e Infanterie Division

### 21eGroupe d’Armées
Le 21e Groupe d’Armées est sous les ordres du Général Bernard Montgomery

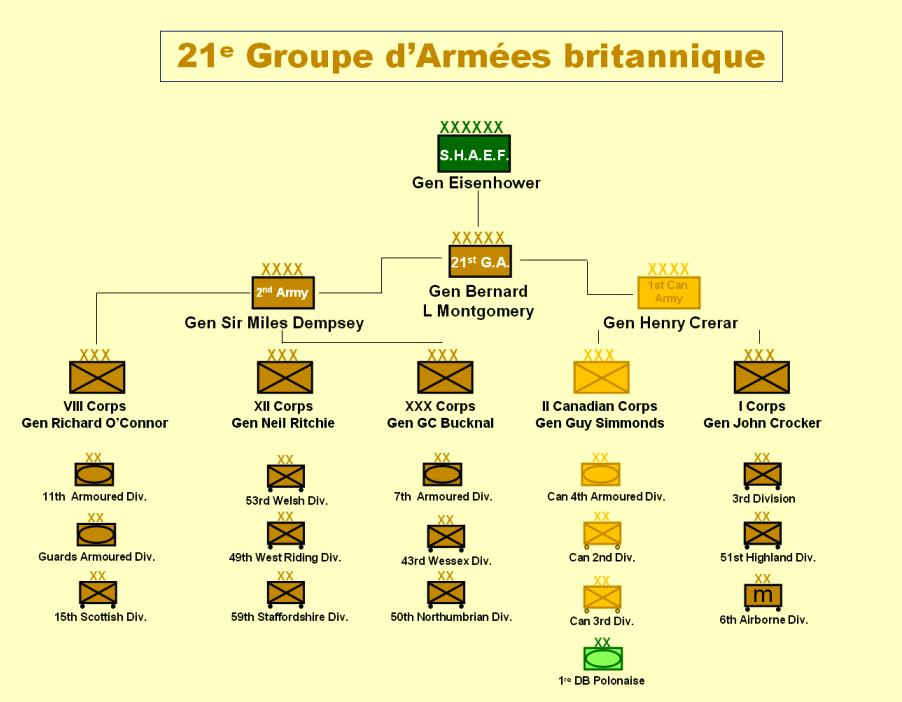
Organisation et composition de l'armée britannique

- 1re Armée canadienne sous les ordres du général Harry Crerar
  -  1er corps du général John Crocker
    - 3e Infanterie Division
    - 51e Highland Division
    - 6e Airborne Division

  -  2e Corps canadien du général Guy Simonds
    -  1re division blindée polonaise
    - 5e Division blindée canadienne
    - 2e Division d'infanterie canadienne
    - 3e Division d'infanterie canadienne

- 2e Armée Britannique sous les ordres du général Miles Dempsey
  - 8e corps du général Richard O'Connor
    - Guards Armoured Division
    - 11e Armoured Division
    - 15e Scottish Division

  - 12e corps du général Neil Ritchie
    - 49e West Riding Division
    - 53e Welsh Division
    - 59e Scottish Division

  - 30e corps du général GC Bucknal
    - 7e Armoured Division
    - 43e Wessex Division
    - 50e Northumbrian Division